# Matilde Muñoz
Matilde Muñoz Barberi (Madrid, 11 de abril de 1895-La Habana, 12 de agosto de 1954) fue una escritora española de diversos géneros. También utilizó el seudónimo de Selma Barberi.

## Biografía
Nació el 11 de abril de 1895 en Madrid, España. Hija del periodista Eduardo Muñoz García (1863-1915), natural de Jaén, y de Laura Barberi Archidona, natural de Ciudad Real.
Estudió Filosofía y Letras. Trabajó en el diario El Imparcial donde escribía críticas en la sección de Arte y publicó sus primeras obras. Además de periodista, fue novelista, ensayista, dramaturga, poetisa y guionista radiofónica. Fue socia del Lyceum Club Femenino, donde tuvo relación con mujeres intelectuales y destacadas del momento.
Tras la guerra civil española, se le prohibió ejercer de periodista y decidió exiliarse, instalándose a Cuba en 1945, donde estaba su medio hermano Eduardo Muñoz Nicart (1912–1963), su cuñada María Bachs Fornés (1911–1987), y sus sobrinos Eduardo Muñoz Bachs (1937–2001) y Ana María Muñoz Bachs (1939-), todos ellos artistas. Matilde se centró en el teatro.
Falleció a los 59 años, el 12 de agosto de 1954 en La Habana.

### Como Matilde Muñoz
- De música: ensayos de literatura y crítica (1917)
- Las leyendas de la niebla: colección de estampas románticas, inspiradas en un vals antiguo (1918)
- Frivolidades de Madame de Lys (1921)
- La playa de Afrodita: San Sebastián estival (1922)
- Con un hijo en brazos (1925)
- El mundo nuevo (1926)
- El triste amor de Mauricio (1926)
- La señorita del sombrero feo: Lecturas para mi hija (1926)
- La virgen muerta (1930)
- En la tierra del último amor (1931)
- Napoleón, sus cartas de amor a Josefina (1935)
- El caballero de Combault (1945)
- Felipe II (1945)
- Historia de la zarzuela y el género chico (1946) = Historia del Teatro en España: La Zarzuela y el Género Chico. III
- Historia del Teatro Real = La ópera y el Teatro Real (1946) = Historia del teatro en España: La opera y el teatro real
- La golondrina en el espino: novela para niñas de 10 a 15 años (1946)
- Historia del teatro dramático en España = El drama y la comedia I (1948)
- Aben-Humeya: La rebelión de los moriscos de la Alpujarra (1954)

### Como Selma Barberi
- El amante infinito (1945)